# Ikervár
Ikervár è un comune dell'Ungheria di 1.905 abitanti (dati 2001). È situato nella contea di Vas.